# Lujba
Lujba (en rus: Лужба) és un poble (un possiólok) de l'óblast de Kémerovo, a Rússia, que en el cens del 2010 tenia 37 habitants, pertany al districte de Mejdurétxensk.